# Nods, Doubs
Nods är en kommun i departementet Doubs i regionen Bourgogne-Franche-Comté i östra Frankrike. Kommunen ligger i kantonen Vercel-Villedieu-le-Camp som tillhör arrondissementet Pontarlier. År 2018 hade Nods 569 invånare.

## Befolkningsutveckling
Antalet invånare i kommunen Nods
Referens:INSEE